# The Fabelmans
The Fabelmans är en amerikansk coming of age–dramafilm från 2022. Filmen är regisserad av Steven Spielberg, som även har skrivit manus tillsammans med Tony Kushner. Den är till viss del baserad på Spielbergs uppväxt.
Filmen hade biopremiär i Sverige den 3 februari 2023, utgiven av Nordisk Film.
Filmen erhöll sju nomineringar inför Oscarsgalan 2023, bland annat i kategorierna bästa film, bästa regi och bästa originalmanus. På Golden Globe-galan 2023 vann den för bästa film – drama och bästa regi.

## Handling
Sammy Fabelman, en ung judisk pojke, växer upp i efterkrigstidens Arizona, USA. Hans dröm är att skapa film men upptäcker en omvälvande familjehemlighet, vilket får honom att utforska hur filmen kan hjälpa honom att se sanningen.

## Rollista (i urval)
- Gabriel LaBelle – Samuel "Sammy" Fabelman
- Michelle Williams – Mitzi Schildkraut-Fabelman
- Paul Dano – Burt Fabelman
- Seth Rogen – Bennie Loewy
- Judd Hirsch – Boris Schildkraut
- Jeannie Berlin – Hadassah Fabelman
- David Lynch – John Ford
- Julia Butters – Regina "Reggie" Fabelman
- Sam Rechner – Logan Hall
- Robin Bartlett – Tina Schildkraut
- Keeley Karsten – Natalie Fabelman
- Oakes Fegley – Chad Thomas
- Chloe East – Monica Sherwood
- Isabelle Kusman – Claudia Denning
- Sophia Kopera – Lisa Fabelman
- Chandler Lovelle – Renee
- Gustavo Escobar – Sal
- Nicolas Cantu – Hark
- Cooper Dodson – Turkey
- Gabriel Bateman – Roger
- Stephen Smith – Angelo
- James Urbaniak – Grand View High Schools rektor
- Connor Trinneer – Phil Newhart
- Lane Factor – Dean
- Greg Grunberg – Bernard "Bernie" Fein
- Jan Hoag – Sekreteraren Nona
- Crystal the Monkey – Apan Bennie